# Vaccinium membranaceum

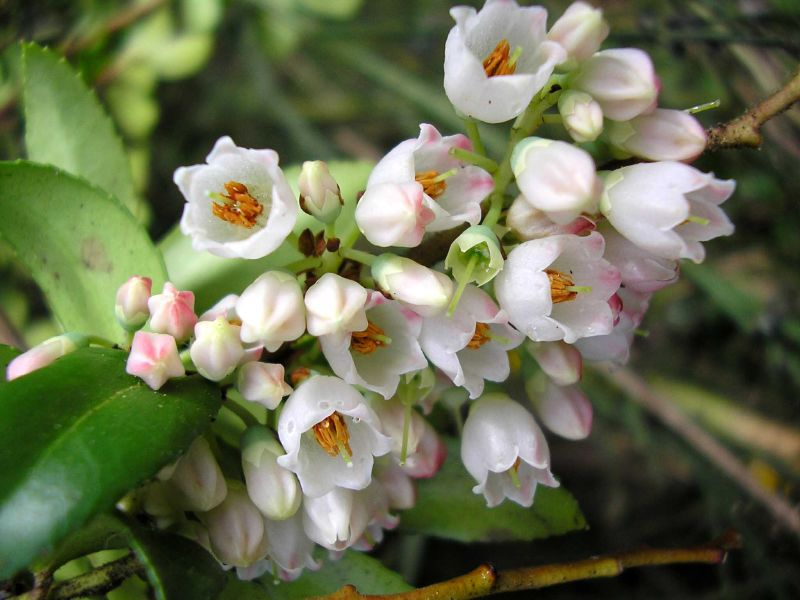
Blüten

Vaccinium membranaceum ist eine Pflanzenart aus der Gattung der Heidelbeeren (Vaccinium) in der Familie der Heidekrautgewächse (Ericaceae). Sie kommt im mittleren und westlichen Nordamerika verbreitet vor.

## Beschreibung
Vaccinium membranaceum wächst als Strauch, der Wuchshöhen von 20 bis 300 Zentimeter erreicht und in kleinen bis großen Gruppen anzutreffen ist. Die stielrunden bis manchmal etwas kantigen diesjährigen Zweige besitzen eine glatte oder in Linien behaarte und gelblich-grün bis rötlich-grün gefärbte Rinde.
Die grünen Laubblätter sind mit einer Länge von 25 bis 50 Millimeter und einer Breite von 11 bis 23 Millimeter breit-elliptisch bis eiförmig. Der Blattrand ist fein gesägt. Die Blattunterseite ist drüsig.
Zur Blütezeit im späten Frühjahr bis frühen Sommer werden kugelige Blüten ausgebildet. Die grünen Kelchblätter sind an ihrer Basis verwachsen und kahl. Die weißen, cremefarbenen, gelblich-rosafarbenen oder bronzefarbenen, bereiften Kronblätter sind kugelig bis krugförmig verwachsen und besitzen eine Länge von 3 bis 5 Millimeter und einen Durchmesser von 5 bis 7 Millimeter. Die Staubfäden sind kahl.
Es werden glänzende oder matte, schwarze oder dunkel purpurfarbene, selten rote oder weiße Beeren mit einem Durchmesser von 9 bis 13 Millimeter gebildet. Die Samen weisen eine Größe von etwa 1 mm auf. 
Die Chromosomenzahl beträgt 2n = 48.

## Vorkommen
Das natürliche Verbreitungsgebiet von Vaccinium membranaceum umfasst große Teile des mittleren und westlichen Nordamerikas. Es erstreckt sich dabei von British Columbia, Alberta und Ontario im Norden bis nach Arizona und Kalifornien im Süden. Im Osten verläuft die Verbreitungsgrenze durch Colorado, South Dakota, Michigan und Ontario.
Man findet diese Art vor allem in Nadel- oder Nadelmischwäldern sowie auf Schutthalden in Höhenlagen zwischen 900 und 3500 Metern Höhe.

## Nutzung
Die Beeren von Vaccinium membranaceum werden häufig zum Verzehr gesammelt. Für die Indianer waren sie eine wichtige Nahrungsquelle. Getrocknete Beeren dienten als Vorrat für den Winter.
Die Beeren werden roh oder gegart gegessen. Sie gehören zu den bestschmeckenden Früchten unter den „Heidelbeer“-Arten. Sie werden deshalb auch angebaut. Die medizinischen Wirkungen wurden untersucht.

## Systematik
Vaccinium membranaceum wurde 1874 durch David Douglas in John Torrey: United States Exploring Expedition, 17 (2), S. 377–378 erstbeschrieben. Synonyme für Vaccinium membranaceum Douglas ex Torr. sind Vaccinium globulare Rydb. und Vaccinium membranaceum var. rigidum (Hooker) Fernald. Vaccinium membranaceum gehört in die Sektion Myrtillus aus der Untergattung Vaccinium in der Gattung Vaccinium.